# Leucania maxima
Leucania maxima är en fjärilsart som beskrevs av Márton Hreblay. Leucania maxima ingår i släktet Leucania och familjen nattflyn. Inga underarter finns listade i Catalogue of Life.